# Ronde van Spanje 2021/Twintigste etappe
De twintigste etappe van de Ronde van Spanje 2021 werd verreden op 4 september van Sanxenxo naar Mos. Het betrof een bergetappe over 202,2 kilometer.

## Uitslag
| Sanxenxo – Mos (202,2 km) |      |       |      |
| Plaats                    | Naam | Ploeg | Tijd |
| Winnaar                   |      |       |      |
| 2                         |      |       |      |
| 3                         |      |       |      |

| Algemeen klassement |      |       |      |
| Plaats              | Naam | Ploeg | Tijd |
| Rode trui           |      |       |      |
| 2                   |      |       |      |
| 3                   |      |       |      |

## Nevenklassementen
| Puntenklassement |      |       |        |
| Plaats           | Naam | Ploeg | Punten |
| Groene trui      |      |       |        |
| 2                |      |       |        |
| 3                |      |       |        |

| Bergklassement        |      |       |        |
| Plaats                | Naam | Ploeg | Punten |
| Bolletjestrui (blauw) |      |       |        |
| 2                     |      |       |        |
| 3                     |      |       |        |

| Jongerenklassement |      |       |        |
| Plaats             | Naam | Ploeg | Punten |
| Witte trui         |      |       |        |
| 2                  |      |       |        |
| 3                  |      |       |        |

| Ploegenklassement |       |      |
| Plaats            | Ploeg | Tijd |
|                   |       |      |
| 2                 |       |      |
| 3                 |       |      |

## Opgaves
- Oier Lazkano (Caja Rural-Seguros RGA): Niet gestart wegens spijsverteringsproblemen
- Miguel Ángel López (Movistar Team): Opgave tijdens de etappe
- Aleksandr Vlasov (Astana-Premier Tech): Niet gestart

1e etappe ·
2e etappe ·
3e etappe ·
4e etappe ·
5e etappe ·
6e etappe ·
7e etappe ·
8e etappe ·
9e etappe ·
10e etappe ·
11e etappe ·
12e etappe ·
13e etappe ·
14e etappe ·
15e etappe ·
16e etappe ·
17e etappe ·
18e etappe ·
19e etappe ·
20e etappe ·
21e etappe
Startlijst · Eindstanden · Afbeeldingen